# Dragan Vukmir
Dragan Vukmir (cyryl. Драган Вукмир, ur. 2 sierpnia 1978 w Sremskej Mitrovicy) – serbski piłkarz występujący na pozycji obrońcy lub defensywnego pomocnika, reprezentant kraju. Posiada również obywatelstwo węgierskie.

## Życiorys
Był juniorem Crvenej zvezdy i Dinama Pančevo. W Dinamie w 1998 roku rozpoczynał seniorską karierę. W sezonie 2000/2001 występował w FK Rad. W 2001 roku został pozyskany przez Ferencváros. W NB I zadebiutował 1 marca 2002 roku w wygranym 2:0 spotkaniu z Zalaegerszegi TE. Z Ferencvárosem zdobył mistrzostwo Węgier w sezonie 2003/2004, a także Puchar Węgier w latach 2003 i 2004. Ogółem w klubie wystąpił w 150 meczach, w tym 93 ligowych. 13 lipca 2004 roku wystąpił w przegranym 0:1 towarzyskim meczu reprezentacji Serbii i Czarnogóry z Japonią.
W 2005 roku przeszedł do Debreceni VSC, z którym dwukrotnie (2005/2006, 2006/2007) zdobył mistrzostwo Węgier. Latem 2008 roku przeszedł do Dalianu Shide. Po półroczu gry w Chinach wrócił na Węgry, podpisując kontrakt z Honvédem. W 2009 roku zdobył z klubem Puchar Węgier. W 2010 roku został piłkarzem MTK, gdzie grał do 2017 roku. Od lipca do sierpnia 2017 roku był związany kontraktem z III. Kerületi TVE, jednak nie wystąpił w żadnym oficjalnym meczu drużyny. Następnie przeszedł do czwartoligowego Unione FC. W 2019 roku zakończył karierę zawodniczą.
Dysponuje trenerską licencją UEFA Pro. W 2018 roku był szkoleniowcem Bicskei TC. W 2020 roku został trenerem występującego na poziomie NB II Szegedu-Csanád.

## Statystyki ligowe
| Sezon         | Klub               | Liga                     | Mecze | Gole |
| ------------- | ------------------ | ------------------------ | ----- | ---- |
| 2000/2001     | FK Rad             | Prva liga SR Јugoslavije | 4     | 0    |
| 2001/2002     | Ferencvárosi TC    | NB I                     | 12    | 0    |
| 2002/2003     | Ferencvárosi TC    | NB I                     | 29    | 0    |
| 2003/2004     | Ferencvárosi TC    | NB I                     | 24    | 0    |
| 2004/2005     | Ferencvárosi TC    | NB I                     | 28    | 0    |
| 2005/2006     | Debreceni VSC      | NB I                     | 11    | 0    |
| 2006/2007     | Debreceni VSC      | NB I                     | 24    | 0    |
| 2007/2008     | Debreceni VSC      | NB I                     | 17    | 0    |
| 2008 (j)      | Dalian Shide       | Chinese Super League     | 7     | 0    |
| 2008/2009 (w) | Budapest Honvéd FC | NB I                     | 10    | 0    |
| 2009/2010     | Budapest Honvéd FC | NB I                     | 20    | 0    |
| 2010/2011     | MTK Budapest FC    | NB I                     | 16    | 0    |
| 2011/2012     | MTK Budapest FC    | NB II                    | 21    | 0    |
| 2012/2013     | MTK Budapest FC    | NB I                     | 30    | 0    |
| 2013/2014     | MTK Budapest       | NB I                     | 28    | 1    |
| 2014/2015     | MTK Budapest       | NB I                     | 27    | 0    |
| 2015/2016     | MTK Budapest       | NB I                     | 8     | 0    |
| 2016/2017     | MTK Budapest       | NB I                     | 14    | 0    |
| 2017/2018     | Unione FC          | Megye I                  | 9     | 0    |
| 2018/2019     | Unione FC          | Megye I                  | 4     | 0    |